# Do Ji-han
Do Geum-mo (hangul= 도금모) más conocido como Do Ji-han (hangul= 도지한, hanja= 都枝寒, RR= Do Ji-han), es un actor surcoreano.

## Biografía
Habla con fluidez coreano, chino e inglés.
El 24 de diciembre del 2018 inició su servicio militar obligatorio.
Es amigo de los actores Park Seo-joon, Park Hyung-sik, Cho Yoon-woo y de los cantantes V (de BTS) (con quienes trabajó en la serie "Hwarang") y Lee Ki-seop.

## Carrera
Es miembro de la agencia "Yuleum Entertainment".
En 2010 interpretó a Jung Hong-soo, el joven hijo del Lord Jung Do-woong (Kim Byung-ki) en la serie The Great Merchant.
En mayo del 2012 se unió al elenco de la serie Can't Live Without You donde dio vida a Kim Chi-do, el tranquilo, sereno pero razonable hijo de un juez.
El 25 de diciembre del mismo año apareció como parte del elenco de la película The Tower donde interpretó al joven Lee Sun-woo, un bombero novato.
El 21 de octubre del 2013 se unió al elenco principal de la serie Basketball (빠스껫 볼) donde dio vida a Kang-san, un joven que sueña con superar una vida de pobreza y dificultades encontrando el éxito como parte del equipo nacional de baloncesto, hasta el final de la serie el 31 de diciembre del mismo año.
En 20 de agosto del 2015 se unió al elenco de la película The Beauty Inside (뷰티 인사이드) donde interpretó a una de las transformaciones de Kim Woo-jin.
El 3 de marzo del 2016 apareció como parte del elenco en la película Musudan donde dio vida al teniente Choi-chul, un miembro del ejército de Corea del Norte.
El 19 de diciembre del mismo año se unió al elenco principal de la serie Hwarang: The Poet Warrior Youth donde interpretó a Park Ban-ryu, un miembro de los "Hwarangs" así como un joven conocedor de política, frío y competitivo, que termina enamorándose de Kim Soo-yeon (Lee Da-in), hasta el final de la serie el 21 de febrero del 2017.
El 29 de mayo del 2017 se unió al elenco principal de la serie Lovers in Bloom donde dio vida a Cha Tae-jin, un oficial élite de la policía lleno de justicia, hasta el final de la serie el 10 de noviembre del mismo año.
El 10 de septiembre del 2018 se unió al elenco invitado de la serie 100 Days My Prince donde interpretó a Dong-joo, el amigo y guardaespaldas del Príncipe Heredero Lee Yool (Do Kyung-soo).

## Filmografía

### Series de televisión
| Año         | Título                          | Personaje                | Notas         |
| ----------- | ------------------------------- | ------------------------ | ------------- |
| 2018        | 100 Days My Prince              | Dong-joo                 | 3 episodios   |
| 2017        | Lovers in Bloom                 | Cha Tae-jin              | 120 episodios |
| 2016 - 2017 | Hwarang: The Poet Warrior Youth | Park Ban-ryu             | 20 episodios  |
| 2015        | Great Stories                   | Oh Chan-young            |               |
| 2014        | Miss Hyena                      | Jung Chan-yong           |               |
| 2013        | Basketball                      | Kang-san                 | 18 episodios  |
| 2013        | Incarnation of Money            | Kwon-hyuk                |               |
| 2012        | Can't Live Without You          | Kim Chi-do               |               |
| 2011        | Real School                     | Do Ji-han                | 40 episodios  |
| 2010        | The Great Merchant              | Jung Hong-soo (de joven) |               |
| 2009        | Will It Snow for Christmas?     | Park Jong-suk            |               |
| 2009        | The Queen Returns               | Na Bong-hee (de joven)   |               |
| -           | 일요일들                        | -                        |               |

### Películas
| Año  | Título            | Personaje               | Notas                                                                                                   |
| ---- | ----------------- | ----------------------- | --- |
| 2016 | Musudan           | Lt. Choi-chul           | junto a Lee Ji-ah, Kim Min-joon, Kim Dong-young, Oh Jong-hyuk, Park Yu-hwan y Kim Byung-chul            |
| 2015 | The Beauty Inside | Kim Woo-jin             | junto a Han Hyo-joo, Lee Geung-young y Moon Sook                                                        |
| 2012 | The Tower         | Lee Sun-woo             | junto a Sol Kyung-gu, Kim Sang-kyung, Son Ye-jin, Kim In-kwon, Ahn Sung-ki y Song Jae-ho                |
| 2012 | The Neighbor      | Ahn Sang-yoon           | junto a Kim Yunjin, Kim Sae-ron, Chun Ho-jin, Jang Young-nam, Im Ha-ryong, Ma Dong seok y Kim Sung-kyun |
| 2011 | My Way            | Kim Jun-shik (de joven) | junto a Jang Dong-gun, Joe Odagiri, Sung Yu-bin, Fan Bingbing, Kim In-kwon, Lee Yeon-hee y Chun Ho-jin  |

### Aparición en videos musicales
| Año  | Intérprete(s)  | Canción        | Notas               |
| ---- | -------------- | -------------- | ------------------- |
| 2013 | Huh Gak        | "1440"         | junto a Oh Ha-young |
| 2011 | Bubble Sisters | "Piano Forest" |                     |

### Revistas / sesiones fotográficas
| Año  | Título            | Notas                                                                |
| ---- | ----------------- | -------------------------------------------------------------------- |
| 2018 | bnt International | [ 16 ]                                                               |
| 2016 | High Cut Magazine | junto a Park Seo-joon, Park Hyung-sik, V, Choi Min-ho y Cho Yoon-woo |

### Anuncios
| Año | Título                                       | Notas |
| --- | -------------------------------------------- | ----- |
| -   | Korean Red Ginseng (Jung Kwan Jang) (정관장) |       |
| -   | National Museum of Korea (국립중앙박물관)    |       |
| -   | 비요트                                       |       |
| -   | Chicken Gangjung (치킨강정)                  |       |
| -   | 스톤헨지 - PEGGY&CO                          |       |
| -   | 인터크루                                     |       |

## Premios y nominaciones
| Año  | Categoría                | Premio                     | Trabajo              | Resultado |
| ---- | ------------------------ | -------------------------- | -------------------- | --------- |
| 2013 | Best New Actor (Film)    | 49th Baeksang Arts Award   | The Tower            | Nominado  |
| 2013 | 20's Booming Star – Male | 7th Mnet 20's Choice Award | The Tower            | Nominado  |
| 2013 | 20's Booming Star – Male | 7th Mnet 20's Choice Award | Incarnation of Money | Nominado  |